# تورالبا
تورالبا، (بالإنجليزية: Torralba)‏، (سردينيا: Turalva)، هي بلدية في سردينيا، إيطاليا، وهي جزء إداري من مقاطعة ساساري. 

## السكان
في سنة 1861 بلغ عدد السكان 1٬306 نسمة، وتطور العدد ليصل في سنة 2011 لـ 998 نسمة.
يظهر هذا المخطط البياني تطور النمو السكاني لـ تورالبا